# 烏克蘭駐立陶宛大使館
烏克蘭駐立陶宛大使館（烏克蘭語：Посольство України в Литві）是烏克蘭在立陶宛首都維爾紐斯設立的外交機構。 

## 歷史
1991年8月26日，烏克蘭宣佈承認立陶宛獨立。立陶宛則在1991年12月4日宣佈承認烏克蘭獨立。1991年12月12日兩國正式建交。1993年8月，烏克蘭駐立陶宛大使館開館。烏克蘭在1994年7月收購現時的建築物作館址。
烏克蘭在立陶宛首都維爾紐斯設立大使館和三個名譽領事館，分別位於克萊佩達、沙爾奇寧凱和維薩吉納斯。 

## 大使
1. 斯鲁扬·穆日洛夫斯基（1649）
2. 弗拉基米尔·克德罗夫斯基（1919–1921）
3. 米哈伊洛·帕拉什丘克（英语：Mikhaylo Parashchuk）（1921）
4. 尤金·特莱茨基（1921–1923）
5. 罗斯蒂斯拉夫·比洛迪德（1992–1999）
6. 瓦倫丁·塞查克（2000–2001）[4]
7. 米科拉·德卡赫（2001–2004）
8. 鲍里斯·克里姆丘克（2004–2008）
9. 伊霍尔·普罗科普丘克（2008–2010）[5]
10. 瓦列里·佐夫坚科（2011–2015） [6][7]
11. 沃拉迪米爾·亞岑科夫斯基 （2015 -2021） [8]
12. 佩特羅·貝什塔（2022- ） [1]